# Романово (Рязанцевское сельское поселение)
Романово — село в Переславском районе Ярославской области, входит в Рязанцевское сельское поселение.

## География
Расположено при речке Рокше.

## История
В 1853 году в окрестностях села было вскрыто 12 курганов славянского времени, что указывает на существование посёлка в X—XI веках.
В документах село Романово упоминается очень рано. В духовной великого князя Московского Ивана II, написанной около 1356 года, говорится: «село Романовское князю Дмитрию». Как дворцовое княжеское село оно отдавалось впоследствии Московскими князьями в поместье разным лицам. До 1434 года оно было за служилым человеком Загаровым, в этом году передано Гридку Андрееву Свиньину, а в завещании князя Ивана Юрьевича Патрикеева 1498 года читаем, что оно было за ним и он завещал его своему сыну Ивану.
В 1581 году царь Иван Грозный пожаловал это село Данилову монастырю, во владении коего оно и оставалось до секуляризации 1764 года.
В 1609 и 1611 годах Романово пострадало от Литовского нашествия, было высечено и выжжено отрядами пана Сапеги.
В 1610 году здесь была церковь Воздвижения честного Креста. После нашествия литовцев церковь была восстановлена в 1630 году. Эта деревянная церковь существовала до 1812 года; были ли за эти два столетия какие-либо перестройки церкви, сведений о том не сохранилось.
В 1812 году на средства прихожан вместо деревянной церкви устроен каменный храм
с такою же колокольнею. Престолов в нём два: в холодном в честь Воздвижения Креста Христова, в приделе тёплом в честь Казанской иконы Божией Матери.
C 1888 года в селе была земская народная школа.

## Население
| 1859 | 1897 | 1905 | 1926 | 2007 | 2010 |
| ---- | ---- | ---- | ---- | ---- | ---- |
| 418  | ↗511 | ↗628 | ↗672 | ↘66  | ↘48  |

## Инфраструктура
Два магазина. Церковь. На фермерском хозяйстве в пятистах метрах от села открыт агротуризм.